# Храм Сянцзи
Храм Сянцзи (кит. упр. 香积寺, пиньинь Xiangji si, палл. Сянцзи сы) — буддийский храм в Сиане. Принадлежал школе Чистой Земли.
На месте будущего храма ученик второго патриарха школы Чистой Земли Шань Тао (善导, 613-681) Хуай Юнь (怀恽) в 681 году воздвиг пагоду в память о учители, вскоре «Пагода Шань Тао» (善导塔) привлекла монахов, основавших монастырь в 706 году. Монастырь получил название Сянцзи. Ван Вэй написал о храме знаменитое стихотворение «Проходя мимо Сянцзи» (кит. упр. 过香积寺), перевод Ю. К. Щуцкого:

Не знаю, где стоит в горах
Сянцзиский храм *. Но на утёс
Я восхожу, и путь мой кос
Меж круч в туманных облаках.
Деревья древние вокруг…
Здесь нет тропинок. Между скал
Далёкий колокола звук
В глуши откуда-то восстал.
За страшным камнем скрыт, ручей
Своё журчанье проглотил.
За тёмною сосною пыл
Остужен солнечных лучей.
Пуста излучина прудка,
Где дымка сумерек легка;
И созерцаньем укрощён
Точивший яд былой дракон.
Оригинальный текст (кит.)不知香积寺，数里入云峰。
古木无人径，深山何处钟。
泉声咽危石，日色冷青松，

薄暮空潭曲，安禅制毒龙。

Мятеж Ань Лушаня привёл к запустению храма, а при гонениях У-цзуна (840—846 год) храм был почти разрушен. В 987 году храм был переименован в Кайли, но вскоре храму вернули прежнее имя. При республике храм был отреставрирован. В 1980 отреставрирована пагода Шань Тао.